# Romualdo Rossi

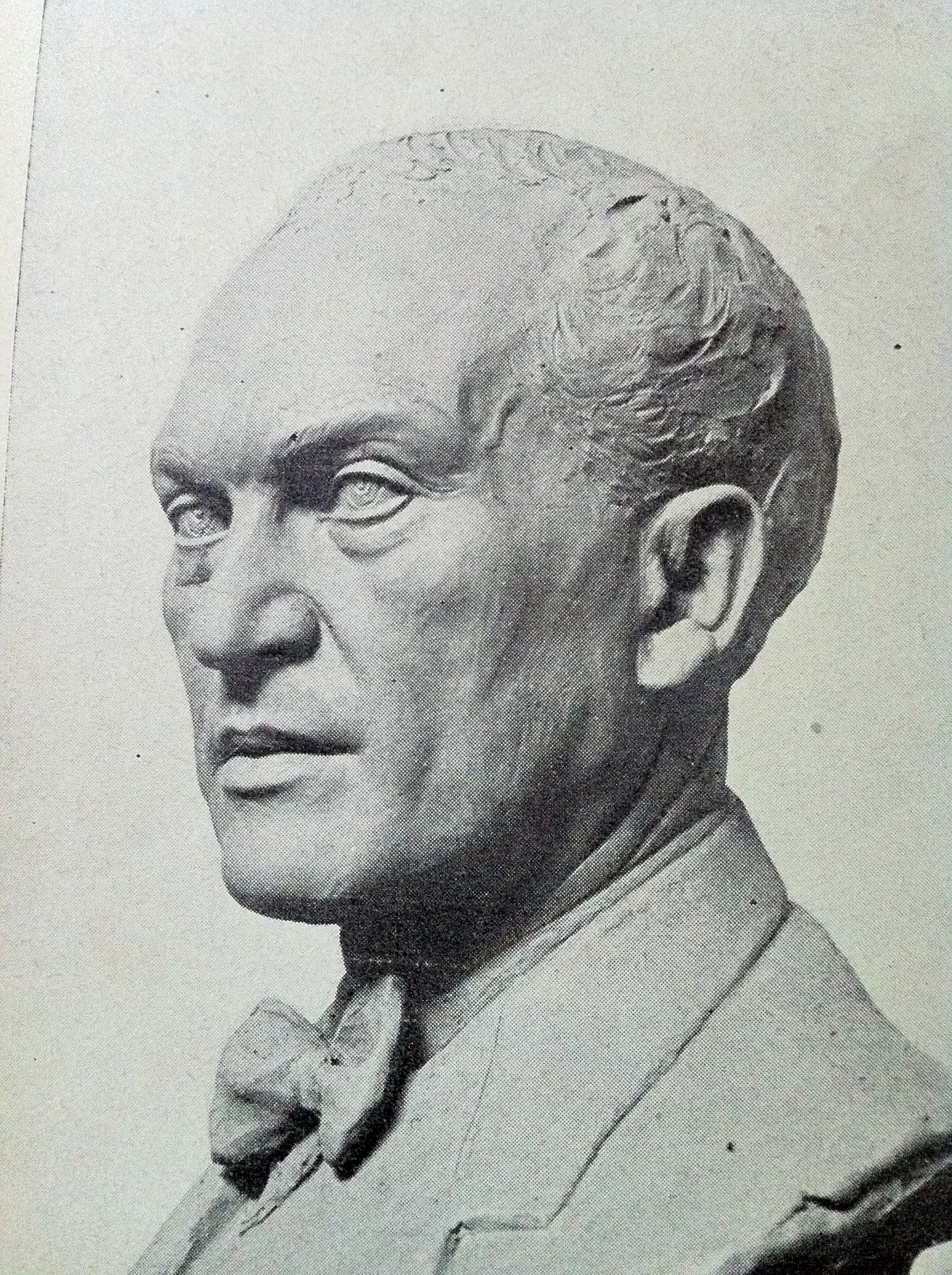
Busto marmoreo rappresentante Romualdo Rossi

Romualdo Rossi (Goro, 21 luglio 1877 – Roma, 10 agosto 1968) è stato uno scrittore e giornalista italiano.

## Biografia
Nato a Goro Ferrarese da Luigi e Caterina Branchi. Inizialmente vicino ed amico personale di Benito Mussolini, non mancava di criticare le sue prese di posizione, specialmente prima dell'inizio dell'entrata in guerra dell'Italia, avversando le prese di posizione xenofobe della Germania nazista. Fu cofondatore e collaboratore di riviste vicine al movimento sindacale e socialista.
Molto attivo sul fronte sindacale, negli stabilimenti goriziani, nell'ambito del sindacato fascista, evidenziò i diritti dei lavoratori e la necessità dell'applicazione delle norme. Nel 1924 promosse delle assemblee dei lavoratori, attraverso un'aperta contestazione dei Brunner i quali si opponevano all'applicazione del contratto di lavoro.
Tra i vari giornali cui collaborò, L'Internazionale, organo della Camera del Lavoro "sindacalista rivoluzionaria" di Parma, quindi pubblicato anche a Bologna e Milano. Fondò la "Diana" assieme a Italo Balbo ed all'ex socialista Renato Castelfranchi.
Nel 1913, Balbo scrisse un articolo in difesa di Rossi, che era stato condannato a nove mesi di confino per aver criticato la monarchia dei Savoia. Nell’articolo, Balbo criticava la borghesia per l’oppressione del proletariato, mostrando il suo impegno nella causa sindacalista e la sua opposizione alle istituzioni monarchiche. La figura di Rossi rappresentava per Balbo un simbolo di lotta contro le ingiustizie sociali e di opposizione al potere costituito, influenzando il giovane Balbo nel suo percorso di attivismo politico.
Tra i vari giornali, diresse la "Scintilla" ed il periodico "Italia - U.R.S.S. e Oriente. Rassegna commerciale mensile", edito nel 1930 ed il settimanale "L’Italia del lavoro. Giornale politico di critica e di battaglia".
Una delle sue più celebri opere è "Mussolini nudo alla meta", scritta nel 1944. Sembra la frase "nudo alla meta" sia stata pronunciata proprio da Benito Mussolini nel 1923. Questi a seguito dell’adesione all’Italia del Dodecanneso, rifiutò con sdegno il titolo di duca di Rodi, considerandolo inutile e privo di ogni senso. Mussolini intese dire che non aveva bisogno di nulla e di nessuno per raggiungere il suo obiettivo.

## Opere
- Rappresaglia fascista e Fascismo, 9 Aprile 1921, Roma
- Mazzini e il fascismo : sintesi critica e polemica / Romualdo Rossi ; prefazione di Emilio Settimelli, Livorno : Massima editrice, stampa 1932  [Identificativo SBN http://id.sbn.it/bid/RAV0219643]
- Briciole di Filosofia rivoluzionaria, Roma : Casa Editr. Pinciana, 1933 (Ind. Tip. Romana). [Identificativo SBN http://id.sbn.it/bid/CUB0563322]
- Filippo Corridoni : tribuno del popolo, Roma : Pianciana, 1933 [Identificativo SBN http://id.sbn.it/bid/TO01661248]
- La bilancia de l'osservatore romano, Roma : Ideal, 1934 (Tip. F.lli Pallotta)  [Identificativo SBN http://id.sbn.it/bid/CUB0563325]
- Note polemiche sul Mazzini di Nazzareno Mezzetti. Casa Editr. Pinciana, 1934
- Eresie di un rivoluzionario: L'Intransigente, 1935  [Identificativo SBN http://id.sbn.it/bid/RMG0290093]
- Ai margini della rivoluzione, Roma : Pattuglia Nera, 1936  [Identificativo SBN http://id.sbn.it/bid/CUB0563321]
- Riforma costituzionale e rivoluzione fascista, Edizioni EZU, Milano 1936
- Il fuoco, Roma : Ed. di Pattuglia nera, 1939  [Identificativo SBN http://id.sbn.it/bid/UBO3476625]
- L'ora della Chiesa, Roma : Ed. Di Pattuglia Nera, 1942 (Tip. U. Quintily). [Identificativo SBN http://id.sbn.it/bid/CUB0563324]
- Mussolini nudo alla meta, Roma, 1944  [Identificativo SBN http://id.sbn.it/bid/LO10365085]
- Compendio di legislazione per I candidati ai concorsi magistrali : Ordinamento dello Stato italiano e della scuola elementare. Stato giuridico dei Maestri, Firenze : F. Le Monnier, 1951 (Tip. E. Ariani e L'arte Della Stampa)  [Identificativo SBN http://id.sbn.it/bid/CUB0559156]
- Evoluzione del sindacalismo : Da Karl Marx a Giuseppe Mazzini. Prefazione di Raffaele Passaretti. Giudizi di Giulietti e Del Fante, Roma : Ed. Di parlamento, 1956 (Tip. Babuino)  [Identificativo SBN http://id.sbn.it/bid/CUB0563323]
- Evoluzione del sindacalismo : Da Karl Marx a Giuseppe Mazzini. Roma : Ediz. di Parlamento, 1956 [Identificativo SBN http://id.sbn.it/bid/PAL0219223]
- L'Europa al bivio / Romualdo Rossi, Roma : Pallotta, 1964 [Identificativo SBN http://id.sbn.it/bid/FOG0234579]